# 纐纈厚
纐纈 厚（こうけつ あつし、1951年 - ）は、日本の歴史学者、政治学者、山口大学名誉教授。学位は、明治大学博士（政治学）。
山口大学教養部助教授、同大学教養部教授、同大学人文学部教授、同大学副学長、同大学情報機構機構長、同大学理事、同大学教育機構長などを歴任した。

## 概要
岐阜県八百津町出身の歴史学者である。専攻は日本政治史であり、近代日本政治史や近代日本政治軍事史の研究に従事した。山口大学教養部助教授、同大学教養部教授を経て、同大学人文学部教授として教鞭を執り、研究特任教員にも選任された。同大学では副学長、大学情報機構機構長、大学教育機構機構長など要職を歴任し、同大学の設置者である国立大学法人においても理事を務めた。また、日本政治学会理事など学術団体の役職も務めた。これまでの研究業績に対しては、軍事史学会より阿南賞が授与されている。

## 来歴

### 生い立ち
岐阜県八百津町生まれ。明治大学文学部史学地理学科（西洋史学専攻）卒業。明治大学大学院政治経済学研究科政治学専攻修士課程修了。1983年、一橋大学大学院社会学研究科博士課程単位取得退学。一橋大学では藤原彰に師事。2004年に明治大学で博士（政治学）取得。論文名は「近代日本政軍関係の研究(A study on civil-military relations in modern Japan)」。

### 研究者として
1991年、山口大学教養部助教授、1995年、同大学教授、1996年、同大学人文学部歴史学講座教授。同大大学院東アジア研究科比較文化講座教授。2005年から2010年まで同大学研究特任教員。2007年、遼寧師範大学客員教授。1985年、軍事史学会の阿南賞を受賞した。2009年、中国新聞社の中国文化賞を受賞した。2010年、山口大学副学長(学術情報担当、大学情報機構長・図書館長・埋蔵文化財資料館長)。2012年、同大学の設置者である国立大学法人の理事を兼任。
日本政治学会理事、憲法を活かす市民の会・やまぐち（活憲）世話人。元『軍事民論』編集部長。2009年12月12日、東亜歴史文化学会創立、同会長。
明治大学特任教授

## 政治的主張
2016年参院選の山口県選挙区（改選数1）で、民進党、日本共産党、社会民主党の野党3党の山口県組織から無所属の統一候補として擁立された。得票率29％を得たが落選した。
政策
- 安全保障関連法は廃止すべき[3]。
- 憲法改正に反対[3]。
- 憲法9条の改正に反対[3]。
- 緊急事態条項の創設に反対[3]。
- 政治的公平性を欠く放送を繰り返した放送局に対し、電波停止を命じる可能性に言及した高市早苗総務相の姿は問題だ[3]。
- 来年4月の消費税率10％への引き上げについて、法改正し、引き上げを延期または中止すべきだ[3]。
- 安倍政権の経済政策「アベノミクス」の恩恵は、地方や中小企業に及んでいるとは思わない[3]。
- 環太平洋パートナーシップ協定に反対[3]。
- 原発は日本に必要ない[3]。
- 米軍普天間基地は国外に移設すべき[3]。
- 核武装について、将来にわたって検討すべきでない[3]。
- 選択的夫婦別姓制度について、選択式アンケート調査において「賛成」としている[4]。
- 竹島は大韓民国の領土と認識している。

## 略歴
- 1951年 - 岐阜県にて誕生。
- 1973年 - 明治大学文学部卒業。
- 1983年 - 一橋大学大学院社会学研究科博士課程単位取得満期退学。
- 1991年 - 山口大学教養部助教授。
- 1995年 - 山口大学教養部教授。
- 1996年 - 山口大学人文学部教授。
- 2010年 - 山口大学副学長。
- 2010年 - 山口大学大学情報機構機構長。
- 2012年 - 山口大学理事。
- 2012年 - 山口大学大学教育機構機構長。
- 2016年 - 山口大学名誉教授。

## 著書

### 単著
- 『総力戦体制研究――日本陸軍の国家総動員構想』（三一書房, 1981年）のち社会評論社
- 『近代日本の政軍関係――軍人政治家田中義一の軌跡』（大学教育社, 1987年）
- 『防諜政策と民衆――国家秘密法制史の検証』（昭和出版, 1991年）
- 『現代政治の課題――戦争・平和・人権・環境の連関構造を考える』（北樹出版, 1994年）
- 『日本海軍の終戦工作――アジア太平洋戦争の再検証』（中公新書, 1996年）
- 『検証・新ガイドライン安保体制』（インパクト出版会, 1998年）
- 『侵略戦争――歴史事実と歴史認識』（ちくま新書, 1999年）
- 『周辺事態法――新たな地域総動員・有事法制の時代』（社会評論社, 2000年）
- 『有事法制とは何か――その史的検証と現段階』（インパクト出版会, 2002年）
- 『有事法の罠にだまされるな!!』（凱風社, 2002年）
- 『有事体制論――派兵国家を超えて』（インパクト出版会, 2004年）
- 『近代日本政軍関係の研究』（岩波書店, 2005年）
- 『戦争と平和の政治学』（北樹出版, 2005年）
- 『文民統制――自衛隊はどこへ行くのか』（岩波書店, 2005年）
- 『「聖断」虚構と昭和天皇』（新日本出版社, 2006年）
- 『市民講座　いまに問う憲法九条と日本の臨戦体制』（凱風社, 2006年）
- 『監視社会の未来――共謀罪・国民保護法と戦時動員体制』（小学館, 2007年）
- 『憲兵政治――監視と恫喝の時代』（新日本出版社, 2008年）
- 『私たちの戦争責任――「昭和」初期二〇年と「平成」期二〇年の歴史的考察』（凱風社, 2009年）
- 『田中義一――総力戦国家の先導者』（芙蓉書房出版, 2009年）
- 『「日本は支那をみくびりたり」――日中戦争とは何だったのか』（同時代社, 2009年）
- 『侵略戦争と総力戦』（社会評論社, 2011年）
- 『領土問題と歴史認識――なぜ、日中韓は手をつなげないのか』（スペース伽耶, 2012年）
- 『日本降伏――迷走する戦争指導の果てに』（日本評論社, 2013年）
- 『日本はなぜ戦争をやめられなかったのか――中心軸なき国家の矛盾』（社会評論社, 2013年）
- 『反“安倍式積極的平和主義”論――歴史認識の再検証と私たちの戦争責任』（凱風社, 2014年）
- 『集団的自衛権容認の深層――平和憲法をなきものにする狙いは何か』（日本評論社, 2014年）
- 『暴走する自衛隊』（ちくま新書, 2016年）
- 『逆走する安倍政治――馬上の安倍、安保を走らす』（日本評論社，2016年）
- 『権力者たちの罠――共謀罪・自衛隊・安倍政権』（社会評論社，2017年）

### 共著
- （前田哲男）『東郷元帥は何をしたか――昭和の戦争を演出した将軍たち』（高文研, 1989年）
- （山田朗）『遅すぎた聖断――昭和天皇の戦争指導と戦争責任』（昭和出版, 1991年）
- （三宅義子共編、平和憲法ネットワーク・やまぐち監修、奥平康弘・高橋哲哉・斎藤貴男・ジャン・ユンカーマン・湯浅誠・西山太吉著）『憲法の力』（日本評論社，2013年）

### 編纂史料
- 『十五年戦争重要文献シリーズ（6）軍紀・風紀に関する資料』（不二出版, 1992年）